# Marcabelí (canton)
Marcabelí est un canton d'Équateur situé dans la province d'El Oro.